# Beneški trg, Rim
Beneški trg (italijansko Piazza Venezia) je najpomembnejši trg v Rimu in velja za središče celotnega mestnega dogajanja. Na sam trg se tako povezujejo najpomembnejše ulice in ceste: Via 4 Novembre, Via del Plebiscito, Via del Corso in Via dei Fori Imperiali.
Ime je dobil po sosednji Beneški palači (italijansko Palazzo Venezia). Trg je ob vznožju Kapitolskega griča in v bližini Rimskega foruma.
Najpomembnejši objekt na trgu je Spomenik Viktorja Emanuela II., ki leži na sredini štirikotnega trga.

## Zgodovina
Tudi v času Rimske republike je bil trg pomembno prometno stičišče, saj se je Via Flaminia tukaj v Servijem zidu srečala s Porta Fontinalis. V 15. stoletju je beneški kardinal Pietro Barbo, ki je kasneje postal papež Pavel II., dal na zahodni strani trga zgraditi svojo palačo Palazzo Barbo. Beneško veleposlaništvo pri Svetem sedežu je bilo tam od leta 1567 do 1797, od tod tudi ime današnje palače Palazzo Venezia (Beneške palače). Leta 1660 je bila na severu zgrajena Palazzo Misciatelli, danes znana kot Palazzo Bonaparte, saj je imela tukaj svoj dom upokojencev Laetitia Ramolino, mati Napoleona Bonaparteja.
Trg je dobil današnjo obliko, ko je bil na južni strani leta 1885 prvemu italijanskemu kralju zgrajen Spomenik Viktorja Emanuela II., imenovan tudi Il Vittoriano, ki še danes obvladuje trg. V ta namen so porušili celotno okrožje, vključno s samostanom Santa Maria v Aracoeli, na kapitolskem griču je ostala samo še cerkev Sveta Marija v Aracoeli. leta 1911 je dala beneška zavarovalnica Generali na vzhodni strani zgraditi svojo stavbo Palazzo delle Assicurazioni Generali, ki je prevzela obliko in dimenzije Beneške palače ter tako ustvarila simetrijo.
V fašistični dobi je bil v Beneški palači mussolinijev sedež vlade. Diktator je z balkona palače imel številne govore  množici, zbrani na trgu.

## Opis
Na trgu prevladuje Altare della Patria ali Vittoriano, eden od italijanskih nacionalnih simbolov; na drugi strani ga obdajajo tri monumentalne palače. Najstarejša je Beneška palača (Palazzo Venezia) iz 15. stoletja, ki daje trgu ime in je sedež istoimenskega narodnega muzeja. Druge stavbe so Palazzo Bonaparte iz 17. stoletja in Palača zavarovalnice Generali (Palazzo delle Assicurazioni Generali), zgrajena v zgodnjih letih 20. stoletja.
Meje treh okrožij se stikajo na Beneškem trgu: okrožje Pigna se razteza zahodno od njega, okrožje Trevi na vzhodu in okrožje Campitelli na jugu.
Pet pomembnih ulic, ki se odcepijo od Beneškega trga, je temeljno vozlišče mestnega tkiva. Najstarejša je zelo osrednja via del Corso, ki povezuje trg s severnim območjem prestolnice. Cesta via del Corso sega v leto 220 pred našim štetjem, po mestnem odseku Via Flaminia, eni najpomembnejših konzularnih cest.
V obdobju po združitvi so zgradili dve novi cesti, ki sta se združili na trgu. Leta 1879 je bila odprta via Nazionale, ki je povezovala središče z območjem postaje Termini in z vzhodnimi okrožji mesta; os via Nazionale doseže trg skozi via Cesare Battisti. V istem obdobju je bil odprt tudi Corso Vittorio, ki vodi v Vatikan in severozahodna okrožja; ta trasa doseže trg skozi kratko via del Plebiscito.
V obdobju fašizma sta bili odprti še dve cesti velike mestne komunikacije, začenši od Beneškega trga. Via del Teatro di Marcello, odprta leta 1927, povezuje trg s Tibero in je predstavljala prvi odsek Via del Mare, usmerjene proti jugozahodnim okrožjem, EUR in obali Ostije. Leta 1933 je bila odprta Via dell'Impero, danes Via dei Fori Imperiali, usmerjena proti Koloseju, Lateranu in jugovzhodnim okrožjem. Z odprtjem novih štirih ulic je Beneški trg prevzel svojo trenutno vlogo komunikacijskega vozlišča med različnimi deli prestolnice.
Do leta 2006 je promet še vedno nadzoroval prometni policist na podstavku (tako imenovan pedana) in je bil navdih za številne prizore v filmih in reklamah. 16. marca 2009 je policija ponovno uvedla to vrsto nadzora prometa.
Na trgu se križajo številne avtobusne smeri. Pripravljalna dela za izgradnjo proge C rimske podzemne železnice, ki naj bi imela postajo na trgu, potekajo od leta 2006.